# Vekuii Rukoro
Vekuii Reinhard Rukoro, selten auch Reinhart (* 11. November 1954 in Otjiwarongo, Südwestafrika; † 18. Juni 2021 in Windhoek), war ein namibischer Geschäftsmann und seit dem 22. September 2014 traditioneller Führer der Herero. Er wurde am 2. Mai 2015 zum Paramount Chief, zum Oberhaupt aller Herero, gekrönt. Dies wurde von den meisten Hereroführern abgelehnt.
Als Mitglied der Namibia National Front war er 1989 Mitglied der Verfassunggebenden Versammlung Namibias und anschließend zehn Jahre Abgeordneter der Nationalversammlung.

## Leben
Rukuro besuchte Schulen in Swakopmund, Karibib und Döbra. Anschließend studierte er Rechtswissenschaft an der Fernuniversität UNISA in Südafrika und erlangte 1983 einen Studienabschluss als Bachelor of Laws an der englischen University of Warwick und 1987 als Master of Laws am US-amerikanischen Washington College of Law der American University. Später arbeitete Rukuro als Rechtsanwalt.
Rukuro saß als Abgeordneter der SWANU of Namibia im ersten Parlament Namibias. Er war von 2006 bis 2014 Geschäftsführer der FNB Namibia und anschließend Geschäftsführer des Fleischunternehmens Meatco.
Er erlag einer COVID-19-Erkrankung und wurde am 18. Juli 2021 auf dem Hererofriedhof in Okahandja beigesetzt.